# 함창 전씨
함창 전씨(咸昌全氏)는 경상북도 상주시 함창읍을 본관으로 하는 한국의 성씨이다. 시조 전살리(全撒里)는 고려에서 문과에 급제해 형부상서를 지내고 좌리공신으로 함창군에 봉해졌다

## 참고 자료
- “함창전씨(咸昌全氏)”. 뿌리를 찾아서.[깨진 링크(과거 내용 찾기)]